# Saint-Maurice-de-Gourdans
Saint-Maurice-de-Gourdans es una comuna francesa situada en el departamento de Ain, en la región de Auvernia-Ródano-Alpes.

## Demografía
| 1065 | 1 019 | 918 | 683 | 688 | 994 | 1 157 | 1 575 | 1 949 | 2 304 | 2 469 | 2 572 |
| Para los censos de 1962 a 1999 la población legal corresponde a la población sin duplicidades (Fuente: INSEE [Consultar]) |       |     |     |     |     |       |       |       |       |       |       |